# Egyiptomi–izraeli békeszerződés
Az egyiptomi–izraeli békeszerződést 1979. március 26-án írták alá Washingtonban, az Egyesült Államokban, az 1978-as Camp David-i egyezményt követően. Az Egyiptom–Izrael szerződést Anvar Szádát, Egyiptom elnöke és Menáhém Begín, Izrael miniszterelnöke írta alá, tanúja pedig Jimmy Carter, az Egyesült Államok elnöke.
Az Egyiptom és Izrael közötti békeszerződést 16 hónappal Anvar Szadat egyiptomi elnök 1977-es izraeli látogatása után írták alá, intenzív tárgyalások után. A szerződés fő jellemzői a kölcsönös elismerés, az 1948-as arab–izraeli háború óta fennálló hadiállapot megszüntetése, a kapcsolatok normalizálása, valamint fegyveres erőinek és civilek Izrael általi kivonása az Izrael által elfoglalt Sínai-félszigetről. Egyiptom beleegyezett abba, hogy demilitarizálva hagyja el a Sínai-félszigetet.